# Lahitère
Lahitère är en kommun i departementet Haute-Garonne i regionen Occitanien i södra Frankrike. Kommunen ligger i kantonen Montesquieu-Volvestre som tillhör arrondissementet Muret. År 2022 hade Lahitère 53 invånare.

## Befolkningsutveckling
Antalet invånare i kommunen Lahitère
Referens:INSEE